# Cuenca Baljash-Alakol
La cuenca Baljash-Alakol o depresión Baljash-Alakol (en kazajo: Балқаш-Алакөл ойысы; en ruso: Балхаш-Алакольская котловина), es una cuenca estructural plana en el sureste de Kazajistán. 
La cuenca lleva el nombre de los lagos Balkhash y Alakol, los cuerpos de agua más grandes de la depresión. La ciudad principal de la zona es Baljash.   

## Geología
La cuenca se formó como resultado de una depresión que se llenó de sedimentos fluviales. En el Carbonífero, toda la zona formaba parte del antiguo mar de Dzhungarian, vestigio del océano Paleoasiático.Este antiguo mar desapareció en el Pérmico. En el Eoceno, el mar de Khankhai tomó forma y se llenó de agua salada, cubriendo aproximadamente el área de la cuenca actual con una extensión oriental que incluía el lago Zaysan y llegaba más al este hasta los lagos de Gobi. En el Oligoceno este mar se secó, dejando lagos residuales, entre ellos los de Baljash, Alakol, Zaisan y Gobi. 
En el Mioceno, la depresión de Baljash se llenó de sedimentos y el lago Baljash se volvió poco profundo y desalinizado. Al mismo tiempo, el Alakol y el Zaisan se fusionaron en un solo lago. En el Plioceno y Pleistoceno se intensificaron los procesos tectónicos, provocando que toda la depresión se profundizara. La creciente cordillera Tarbagatai dividió el dulce Zaysan y el salobre Alakol en lagos independientes, haciendo que disminuyeran considerablemente de tamaño. El Baljash, sin embargo, aumentó de tamaño y se dividió en una parte occidental dulce y otra oriental salada que caracterizan su configuración actual. Al mismo tiempo, comenzó la formación de los valles fluviales de Ili, Karatal y otros. También durante el Pleistoceno, las glaciaciones y el intenso deshielo hicieron que el Baljash se profundizara y aumentara de tamaño, volviendo a conectarse con el Alakol como un único lago. En el Holoceno, sin embargo, la zona se volvió poco profunda y la única masa de agua se dividió en los modernos lagos  Balkhash, Alakol y Sasykkol. 

## Geografía
La cuenca Baljash-Alakol se extiende aproximadamente de este a oeste a lo largo de unos 100 km y tiene una anchura media de entre 100 km y 300 km, con una anchura máxima de 350 km. La cuenca tiene dos partes, la depresión de Baljash en el oeste y la cuenca artesiana de Alakol en el este. La elevación oscila entre 342 m -en la superficie del lago Baljash- y un máximo de 600 m hacia el extremo oriental. Al noroeste y al norte, la depresión está limitada por las tierras altas kazajas; al noreste, por los montes Tarbagatai; al oeste, por los montes Zheltau, Aitau y Maizharylgan; y al sur, por las montañas de Zungaria, al este, y la cordillera Chu-Ili, que forma parte del sistema montañoso del Tien Shan. 
El principal curso de agua de la cuenca es el río Ilí, que desemboca en el lago Baljash desde el sur. Otros ríos importantes son el Aksu, Koksu, Lepsy, Karatal, Emil, Urzhar, Tentek y Ayaguz, así como el Tokrau y el Bakanas, que forman parte de la cuenca aunque no llegan al lago. Además del Baljash y  el Alakol, otros lagos de la cuenca son el Sasykkol, Zhalanashkol, Kashkanteniz e Itishpes, entre algunos más pequeños. La cuenca incluye los desiertos arenosos de Saryesik-Atyrau, Taukum y Muyunkum.   

## Flora
La vegetación de la depresión de Balkhash-Alakol es característica del desierto de la estepa kazaja y de las zonas semidesérticas. Las principales especies que crecen son arbustos y pastos tolerantes a la sal, como saxaul, Calligonum, salsola, artemisia y krascheninnikovia. Partes de la cuenca se utilizan estacionalmente para pastos. 